# Abkühlgitter

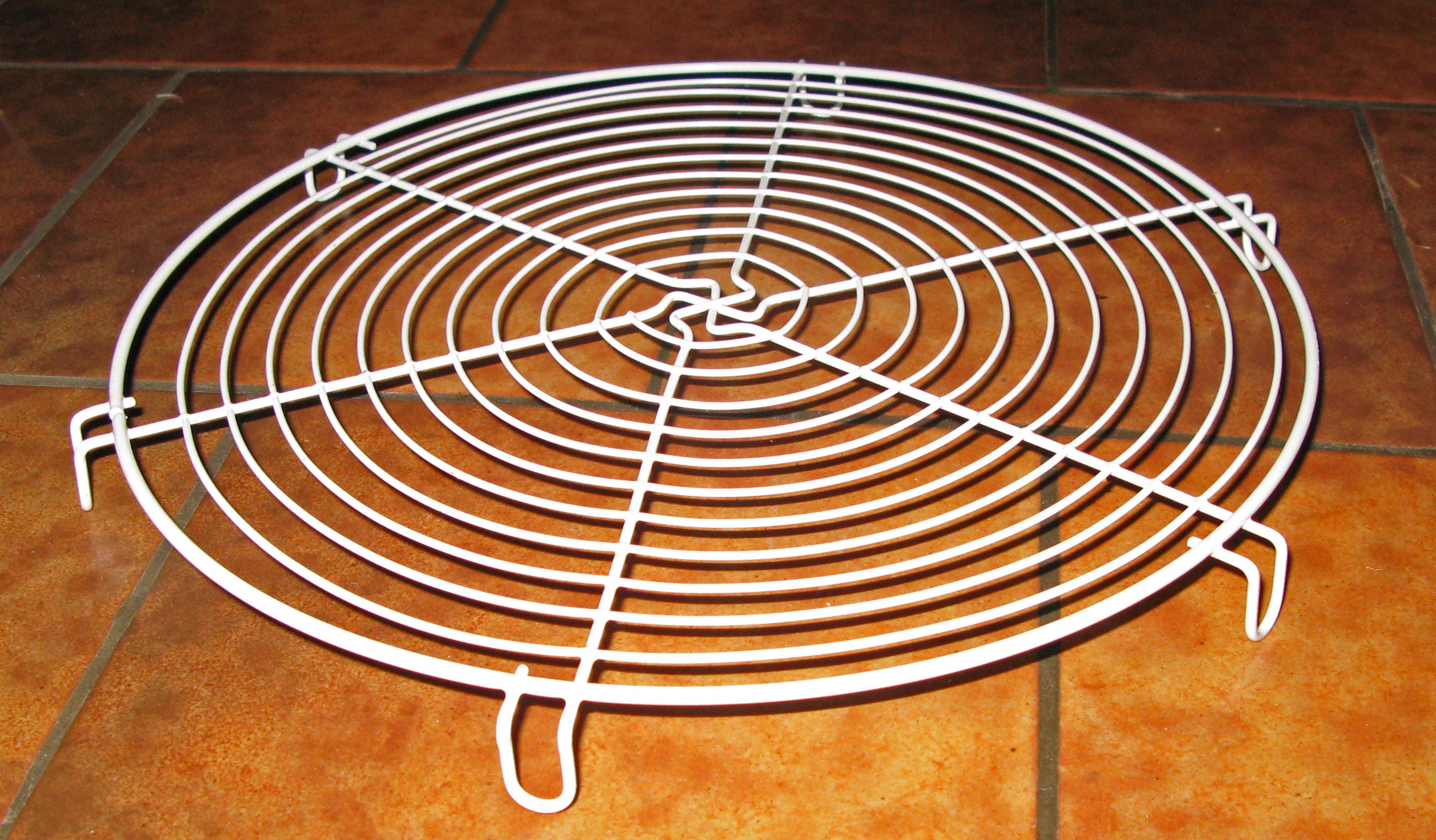
Ein rundes Abkühlgitter für Küchen und Torten

Ein Abkühlgitter ist ein Küchengerät, welches das Abkühlen von Lebensmitteln, meist Backwaren, vor dem Verzehr oder der Weiterverarbeitung verbessern soll.
Das Gitter verbessert die Umströmung des zu kühlenden Objekts mit Umgebungsluft und verhindert, dass sich auf der Unterseite Feuchtigkeit sammelt.
Die bekannteste Form des Abkühlgitters ist das Kuchengitter. Diese haben meist eine runde Form mit 32 cm Durchmesser und dienen dem Abkühlen von runden Kuchen und Torten. Im professionellen Bereich sind auch eckige oder sogar mehrstöckige Varianten im Einsatz.
Häufig bestehen die Gitter aus gebogenem und verschweißtem Draht, das anschließend als Oxidationsschutz verchromt oder kunststoffbeschichtet wird.